# Brijest (pravna povijest)
Brijest, pojam u crnogorskoj povijesti, pravnoj povijesti i tradiciji. Simbolizira i crnogorski identitet.
Prvotno je Brijest bio veliko staro hrastovo stablo s golemom krošnjom. Nalazio se na Cetinju između crnogorskoga kneževskoga dvora i Biljarde (rezidencija Petra II. Petrovića Njegoša). Ispod Brijesta se dijelila pravda, a Crnogorski Senat, knez (crnog. knjaz) Danilo I. Petrović Njegoš i knez, poslije kralj, Nikola I. Petrović Njegoš sudili su u sporovima (crnog. mn. davije) i u kaznenopravnim postupcima.
Namjesto hrasta zasađen je 1892. novi, koji su 1918. srušili bjelaši, pristaše ujedinjenja Crne Gore i Srbije, koje je provedeno uz ukidanje dotadanje crnogorske države.
Na njegovom mjestu sagrađen je spomenik kralju Aleksandru I. Karađorđeviću.

## Unutarnje poveznice
- personifikacija
- crnogorski jezik
- brijest (razdvojba)